# 维亚切斯拉夫·安德鲁先科
维亚切斯拉夫·德米特里耶维奇·安德鲁先科（俄語：Вячеслав Дмитриевич Андрусенко，1992年5月14日—）生于圣彼得堡，是一名俄罗斯男子游泳运动员，主攻自由泳。他曾参加2016年里约奥运，获得男子400米自由泳第30名和男子4×200米自由泳接力第5名。他的妻子韦罗妮卡·安德鲁先科同样也是一名游泳运动员，两人于2017年9月结婚。